# Rolando Arrojo
Artikeln följer den spanska namnseden; faderns efternamn är Arrojo och moderns efternamn Ávila.
Luis Rolando Arrojo Ávila, född den 18 juli 1965 (enligt vissa källor 1968) i San Juan de los Yeras (enligt vissa källor Santa Clara eller Havanna), är en kubansk före detta professionell basebollspelare som spelade 13 säsonger i den kubanska ligan Serie Nacional de Béisbol (SNB) 1983–1996 och därefter fem säsonger i Major League Baseball (MLB) 1998–2002. Arrojo var högerhänt pitcher.

## Karriär

### Kuba
Arrojo debuterade i SNB för Citricultores säsongen 1983/84. Vid säsongens slut hade han vunnit både ligamästerskapet och priset till årets nykomling. Han spelade för Citricultores även följande säsong, men därefter spelade han för Villa Clara i elva säsonger. Med den klubben vann han ligan tre år i rad, 1992/93, 1993/94 och 1994/95. Den sistnämnda säsongen hade han lägst earned run average (ERA) (1,88) och högst vinstprocent (1,000; elva vinster och noll förluster) i ligan.

### Internationellt
Arrojo tog guld för Kuba vid olympiska sommarspelen 1992 i Barcelona. Han deltog i två matcher i gruppspelet, mot Italien och Spanien, vilka vanns av Kuba med 18–1 respektive 18–0. Han utsågs till vinnande pitcher i matchen mot Spanien, där han hade åtta strikeouts på sex innings pitched. Hans sammanlagda ERA på de två matcherna var 0,00.
Arrojo var även med och vann Världsmästerskapet i baseboll, Panamerikanska spelen och Centralamerikanska och karibiska spelen en gång vardera samt Interkontinentala cupen två gånger.

### Major League Baseball

#### Tampa Bay Devil Rays
Arrojo hoppade av till USA 1996, mitt under förberedelserna inför olympiska sommarspelen i Atlanta. Året efter skrev han kontrakt med den nybildade klubben Tampa Bay Devil Rays i MLB, och under den klubbens första säsong 1998 gjorde han succé; han togs ut till MLB:s all star-match och kom tvåa i omröstningen till Rookie of the Year Award i American League efter en säsong där han var 14-12 (14 vinster och tolv förluster) med en ERA på 3,56 och 152 strikeouts på 32 starter (202 innings pitched).
Den följande säsongen blev inte lika framgångsrik då han var 7-12 med en ERA på 5,18 på 24 starter, och efter säsongen byttes han bort till Colorado Rockies.

#### Colorado Rockies
För Rockies hann Arrojo bara göra 19 starter innan han byttes bort igen, denna gång till Boston Red Sox. För Rockies var han 5-9 med en ERA på 6,04.

#### Boston Red Sox
Resten av säsongen 2000 var Arrojo 5-2 med en ERA på 5,05 på 13 starter för Red Sox. Sett över hela säsongen var han 10-11 med en ERA på 5,63 på 32 starter.
De följande två åren spelade Arrojo för Red Sox, men användes mest som avbytare (reliever). 2001 var han 5-4 med en ERA på 3,48 på 41 matcher, varav nio starter, och 2002 var han 4-3 med en ERA på 4,98 på 29 matcher, varav åtta starter. Efter 2002 års säsong blev han free agent.

#### Pittsburgh Pirates
I januari 2003 skrev Arrojo på för Pittsburgh Pirates, men han löstes från kontraktet redan innan säsongen börjat.

#### New York Yankees
I maj 2003 skrev Arrojo i stället på för New York Yankees, men han gjorde bara fyra matcher för klubbens högsta farmarklubb Columbus Clippers.